# Alfonso Calzolari
Alfonso Calzolari (Vergato, 30 april 1887 - Ceriale, 7 februari 1983) was een Italiaans wielrenner, hij reed als professional tussen 1909 en 1926. Zijn grootste prestatie was het winnen van de Ronde van Italië in 1914.

## Belangrijkste overwinningen
1913
- Ronde van Emilië

1914
- 2e etappe Ronde van Italië
- Eindklassement Ronde van Italië

## Resultaten in voornaamste wedstrijden
| Jaar | Ronde van Italië | Ronde van Frankrijk | Ronde van Spanje |
| ---- | ---------------- | ------------------- | ---------------- |
| 1913 |                  |                     |                  |
| 1914 | ↑ (1)            |                     |                  |
| 1915 |                  |                     |                  |
| 1920 |                  |                     |                  |
| 1921 |                  |                     |                  |
| 1924 |                  |                     |                  |

| Jaar | Milaan-San Remo |
| ---- | --------------- |
| 1913 | 5e              |
| 1914 | 10e             |
| 1915 | 10e             |
| 1920 | 14e             |
| 1921 | 14e             |
| 1924 | 28e             |